# 金富謙
金富謙（韓語：김부겸，1958年1月21日—），大韓民國政治人物，前任韓國國務總理，曾任第16－18屆及20屆韓國國會議員及行政安全部部長。
金富謙於大學時期開始透過參與反新軍部示威開始涉足政治，其後在1991年任盧武鉉發言人踏入政壇，此後在2000年開始任韓國國會議員。2012年起，他代表自由派系競逐保守派政黨佔絕對優勢的大邱市選舉席位。
經歷兩次落敗後，他於2016年當選為自由派系史上首位在大邱地區當選的國會議員。在文在寅政府上台後，他任行政安全部部長，並在卸任後於2020年再度於大邱競逐國會議員席位，但最終落敗。2021年大韓民國補選執政黨失利，國務總理丁世均引咎辭職，青瓦臺宣布金富謙將接任國務總理，為文在寅政府的末任總理。

## 簡歷

### 早期生涯
金富謙於1958年元旦生於慶尚北道尚州郡尚州邑五臺洞，宗族為金海金氏出身，從祖輩開始就世居尚州。其父金英龍為空軍少尉，由於金富謙的爸爸為職業軍人，因此在童年時兩人聚少離多。
他在4歲時便升讀小學，其後於大邱中學及慶北高中就讀，之後考入首爾大學社會系。金富謙在大學時期積極參與社會運動，是強硬派運動圈的成員。1977年，他首次因反對政府而被拘留。同年11月，他因在校內參與宣傳維新體制不當的示威，涉嫌違反《緊急措施》9號，在翌年的審判中被判有期徒刑及剝奪政治權利1年。

### 大學時期
在1979年的漢城之春民主化運動中，金富謙結束了監獄生活回到學校，並積極參與當時的社會運動，包括在首爾大學衛城廣場中對一萬餘人演講，至今被冠以「衛城獅子吼」的別稱。在光州事件發生後，他因散佈「光州正在走向死亡」的宣傳品而被通緝，最終他在自首後再次被關押於監獄。1982年，他與民運家庭中長大的李有美結婚，並於1983年定居首爾。
1985年，他再度於首爾大學復學。他與金槿泰、金炳坤、薛勳等人成立「民主化運動青年聯合」。1986年，他擔任「民主統一民眾運動聯合」幹事，並於1987年六月民主運動時，負責靜坐示威的聯絡工作，同年他時隔12年畢業於首爾大學。
由於在威權時期，有示威前科的人很難在企業或社會機關就業。因此，金富謙參考民運前輩李海瓚、金文洙等人的經驗，以經營社會科學書店的方式，作為民主化運動的意識共同體據點，以及成為民運人士的聯絡和聚會地點，亦會進行運動理念普及化的推廣。1987年，他接手前國防宣傳院院長尹承龍經營的五月書店，並改名為白頭書店。

### 政治生涯

#### 早期政治生涯
由於他感到在野生活不充分，需要以參與現實政治實驗理想。因此，他在1988年加入韓民族民主黨踏入政界，並在首爾銅雀區參與同年舉辦的國會選舉，但僅獲3%得票落敗。1991年，他加入「小民主黨」，並於翌年任盧武鉉的發言人積累經驗。
1995年，金大中重返政壇後創立新黨，他面對加入金大中的新政治國民會議還是留守在民主黨的抉擇，最後他決定與盧武鉉一起留守。1997年，民主黨再度分裂，他跟隨趙淳加入新成立的保守派政黨大國家黨，但是依然繼續與盧武鉉等人經常聚會。
之後，他在大國家黨中逗留六年，並於2000年當選國會議員。他在黨內被標籤為非主流派，並以少壯派身份提出了改革意見。2003年，他是大國家黨内唯一對《對北匯款特檢法案》投反對票的議員，自此被其餘黨員孤立。同年7月，他與另外數名議員退出大国家党，並加入盧武鉉的開放國民黨。在2004年和2008年的國會選舉中，他在京畿道軍浦市選區成功連任。

#### 大邱政治活動
2012年起，他在故鄉大邱以「打破地區主義」為名展開政治活動。由於大邱是韓國最保守的政治地域，因此過往未曾有任何自由派系的候選人於大邱當選任何公職。同年，他離開能穩妥當選的京畿道軍浦市選區，代表統合民主黨在大邱壽城區甲選區中參選國會議員。他最後以40.42%的得票率落敗，是自由派系中候選人中最高的得票率記錄。
2014年，他代表自由派系參選大邱廣域市長，雖然他再度落敗，但是得票率高達40.3%，是自由派系史上最高的得票記錄。由於他在兩次選舉中皆接近當選，因此他並沒有放棄在大邱的政治活動。在2016年國會選舉中，他再度挑戰壽城區甲選區席位，對手為重量級人物前京畿道知事金文洙。他以62.3%的高得票率當選，成為時隔31年之後再次在大邱和慶北地區當選的自由派系議員。

#### 共同民主黨執政時期
2016年8月末，他宣布有意競逐共同民主黨的總統候選人資格，但因黨內基礎薄弱等原因，在2017年2月宣布退出競選，並積極支持當時的總統候選人文在寅。2017年5月，在文在寅就任後，他獲任命為行政安全部部長（根據《國會法》第29條，國會議員可以兼任國務總理或各部部長）。2019年4月，他離任行政安全部部長職位，為2020年國會選舉作準備。
在2020年國會選舉中，他繼續在壽城區甲選區競逐連任，對手為保守派重量級政治人物朱豪英。他最終以39.3%的得票率，以20%的差距敗於朱豪英而連任失敗。他對結果表示「農夫不會責怪耕地的」而承認失敗，指出不要怨恨民心和感到憤慨。落選國會議員後，他在2020年7月宣布競選共同民主黨黨代表一職，與李洛淵及朴柱民對壘。他最終以21.4%的得票率，排名第二位而落選。

#### 國務總理
2021年3月後，韓國開始傳出時任國務總理丁世均有意辭職準備參與下屆總統大選，因此青瓦台亦開始物色下任總理人選。《每日新聞》分析認為，青瓦台為了減少強硬的親文形象，實現與TK（大邱及慶尚北道）的和諧合作，以金富謙任總理發揮管理型國務總理的作用，穩定文在寅政府在不滿意度高企的最後一年任期。
2021年4月16日，他獲提名為第47任韓國國務總理。同年5月13日，任命案在在野黨國民力量的杯葛下，於韓國國會在席的176名議員中，以168票贊成、5票反對通過。
金富謙於文在寅卸任後兩日，即2022年5月12日上午10點在首爾政府大廈舉行卸任儀式後辭職，其任期於當日晚12點結束。

## 批評
2021年5月，《朝鮮日報》報道指出，金富謙夫婦因滯納交通違規罰款和汽車稅，一共被扣押座駕32次。當中，金富謙滯納三次，其妻子滯納29次。其妻子的座駕因滯納汽車稅、違反停車、超速罰款等理由被扣押，因此引起他們慣性不繳交罰款的批評。

## 选举纪录
| 年度 | 选举               | 参选职位                          | 届次   | 政党           | 得票率 | 得票数  | 排名 | 结果 |
| ---- | ------------------ | --------------------------------- | ------ | -------------- | ------ | ------- | ---- | ---- |
| 1988 | 第13屆國會議員選舉 | 國會議員 （首爾特別市銅雀區甲）   | 第13屆 | 韓民族民主黨   | 3.25%  | 3,088   | 5    |      |
| 1996 | 第15屆國會議員選舉 | 國會議員 （京畿道果川市、儀旺市） | 第15屆 | 統合民主黨     | 18.02% | 18,730  | 3    |      |
| 2000 | 第16屆國會議員選舉 | 國會議員 （京畿道軍浦市）         | 第16屆 | 大國家黨       | 45.54% | 46,330  | 1    |      |
| 2004 | 第17屆國會議員選舉 | 國會議員 （京畿道軍浦市）         | 第17屆 | 開放國民黨     | 49.56% | 61,419  | 1    |      |
| 2008 | 第18屆國會議員選舉 | 國會議員 （京畿道軍浦市）         | 第18屆 | 統合民主黨     | 50.82% | 49,638  | 1    |      |
| 2012 | 第19屆國會議員選舉 | 國會議員 （大邱廣域市壽城區甲）   | 第19屆 | 民主統合黨     | 40.42% | 46,413  | 2    |      |
| 2014 | 第6屆地方選舉      | 大邱廣域市長                      | 第6屆  | 新政治民主聯合 | 40.33% | 418,891 | 2    |      |
| 2016 | 第20屆國會議員選舉 | 國會議員 （大邱廣域市壽城區甲）   | 第20屆 | 共同民主黨     | 62.30% | 84,911  | 1    |      |
| 2020 | 第21屆國會議員選舉 | 國會議員 （大邱廣域市壽城區甲）   | 第21屆 | 共同民主黨     | 39.29% | 60,462  | 2    |      |

## 個人生活
他與妻子李有美育有三女，當中次女尹世仁（本名金智秀）曾為演員，但於結婚後息影。
妻子李有美是經濟史學家，前首爾大學教授李榮薰的妹妹。

## 學歷
- 慶北高等學校（朝鲜语：경북고등학교）畢業
- 首爾大學政治學士
- 延世大學行政學碩士